# Cleonice callida
Cleonice callida là một loài ruồi trong họ Tachinidae.